# Arredondo
Arredondo è un comune spagnolo di 585 abitanti situato nella comunità autonoma della Cantabria, nella comarca Asón-Agüera. Il suo territorio, attraversato dai fiumi Asón e Bustablado è formato da 10 piccoli nuclei abitati fra i quali è il capoluogo Arredondo che dà il nome al municipio e dista 45 km da Santander.
Il territorio è di tipo calcareo, con piccoli rilievi e oltre 250 cavità sotterranee.
All'inizio del paese un cartello indica Arredondo la Capital del mundo, appellativo che deriva dai cosiddetti "Indiani", emigranti nelle Americhe che fecero fortuna e ritornarono al paese natio per le vacanze estive o per fermarsi e costruirsi nuove abitazioni. L'economia locale si basa sull'agricoltura, l'allevamento del bestiame e il turismo.

## Storia
La storia di Arredondo coincide fino al 1822 con quella di Ruesga essendo le due località riunite nella comunità della Valle de Ruesga. In questa valle la presenza umana, favorita dall'esistenza di grotte e caverne, risale al Paleolitico. Nell'epoca preromana ad Arredondo si stabilì certamente la tribù cantabra dei Coniscos che si estendeva su tutta la valle di Ruesga.
Una strada romana che univa la Meseta alla costa passava per l'attuale territorio comunale di Arredondo e con l'avvento dei Visigoti si ebbe la cristianizzazione come risulta dall'esistenza dell'eremo di San Juan de Socueva. Nel 932 la valle de Ruesga entrò a far parte del regno di Castiglia e tutte le località erano anche tenute a versare un contributo al Monastero di San Millán de la Cogolla. Nel 1020 l'attuale municipio di Arredondo passò al regno di Navarra. A partire dal 1300 la Valle de Ruesga fu vincolata, dome molte altre località cantabriche, alla casata dei Velasco una delle più importanti famiglie della Castiglia. Questa dipendenza fu rafforzata nel 1380 dal re Giovanni I che confermò a Pedro Fernandez de Velasco la donazione fatta a suo nonno Sancho Sanchez de Velasco di tutte le terre della valle di Ruesga. Fino a quel tempo il territorio della valle era stato realengo, cioè di proprietà diretta del re che lo amministrava tramite un suo governatore lasciando qualche facoltà di autogoverno alle popolazioni che eleggevano un Consiglio e un alcalde (sindaco). Con l'avvento della signoria dei Velasco le possibilità di autogoverno furono assai ristrette e gli alcalde delle varie località nel 1434 dovettero giurare fedeltà a Pedro Fernandez de Velasco e impegnarsi al versamento di un contributo annuale senza limiti di tempo in riconoscimento della signoria. La data del versamento fu fissata per ogni anno nel giorno di Sant'Andrea.
Il governo dei Velasco si rivelò molto dispotico e le popolazioni nel 1433 presentarono una petizione al re di Castiglia Giovanni II contro i Velasco e per un ritorno al governo realengo, ma il re rispose che Pedro Fernandez de Velasco era legittimo signore delle Valli. Le terre di Arredondo e Ruesga rimasero signoria dei Velasco fino a quando, nel secolo XIX, fu abolito il regime feudale.
Nel 1822 si formarono i comuni costituzionali di Arredondo e Ruesga dividendo in due parti il territorio della vallata di Ruesga.
A partire dal 1835, a causa della povertà, molti cittadini della Valle emigrarono nelle Americhe, soprattutto in Messico e a Cuba: si calcola che su un totale di circa 2 700 abitanti dell'intera valle gli emigranti furono 570 e che di questi il 90% era costituito da persone fra i 10 e i 17 anni d'età. Il calo demografico che ne derivò fu certamente imponente. 
Per i restanti anni fino ai nostri giorni Arredondo seguì le vicende della Cantabria senza distinguersi particolarmente.

## Monumenti e luoghi d'interesse

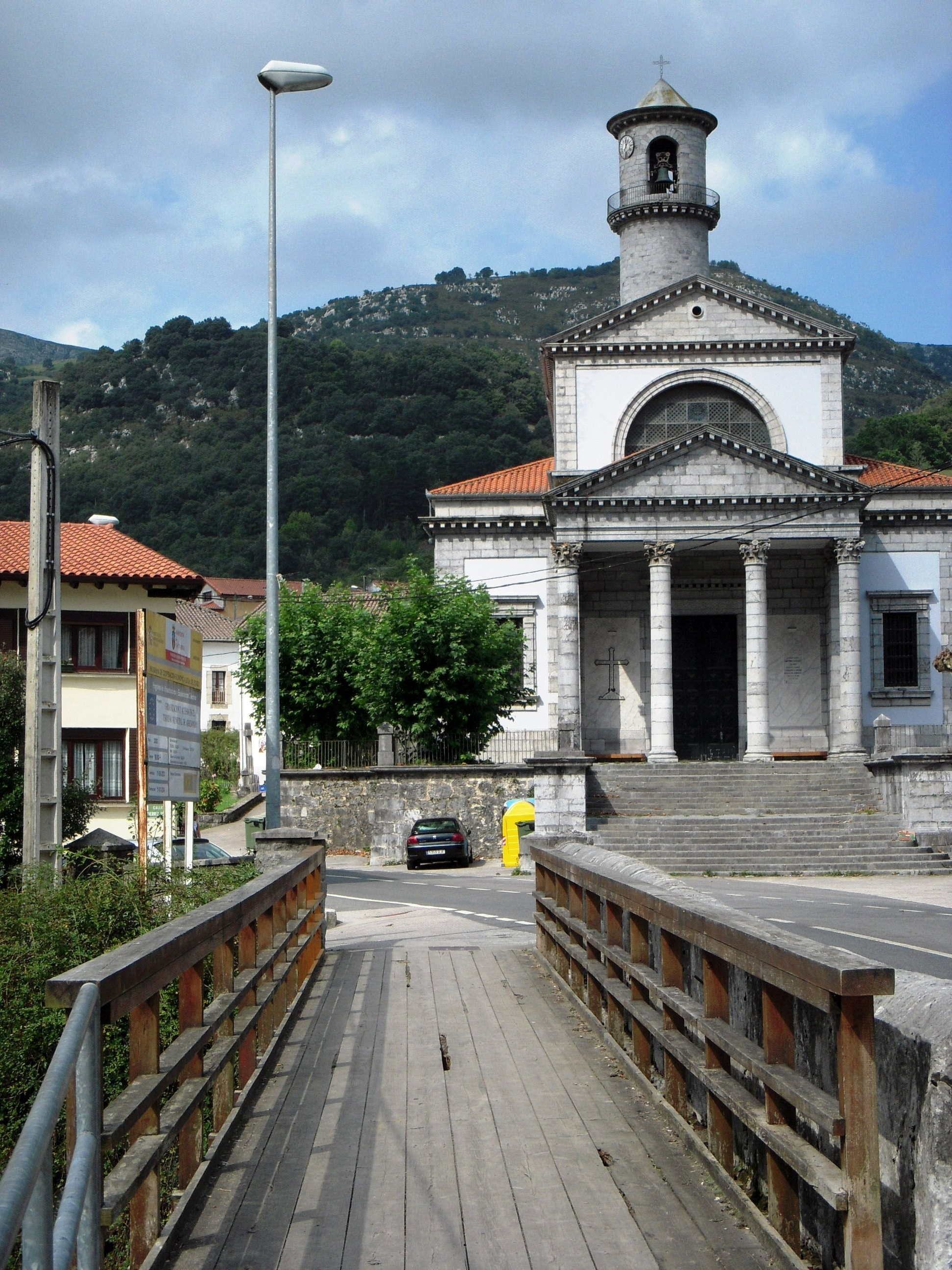
La chiesa di San Pelagio ad Arredondo

- Iglesia de San Pelayo, chiesa del 1852 dedicata a san Pelagio di Cordova
- Ermita de San Juan de Socueva, chiesetta rupestre del secolo IX o X dedicata a san Giovanni Battista
- Ermita de los Santos Martires, San Emeterio y San Celedonio del XVI secolo, dedicata ai santi del III secolo Emeterio e Cheledonio, soldati romani martiri a Calahorra
- Case dei secoli XIX e XX, sono le cosiddette case degli Indiani cioè degli emigranti che, fatta fortuna in America, sono tornati al paese natio e si son costruiti delle belle case in stile coloniale con ampi balconi e giardini con alberi di provenienza americana
- Torre de los Arredondos, del 1751
- Ayuntamiento, sede del municipio in un'antica casa del XV secolo
- Cuevas de Tonio Cañuola y de La Vallina e il sistema Cueto-Coventosa. Si tratta delle grotte più interessanti dal punto di vista speleologico.

## Feste
- Feria de los Santos (Ognissanti), del 1º novembre con fiera del bestiame d'allevamento, un mercato in tutto il paese, romeria e festeggiamenti vari che richiamano tradizionalmente gente da tutta la Cantabria.
- Altre feste si tengono per San Inigo (sant'Enecone) a Bastablado il 1º giugno, per San Pelayo (san Pelagio di Cordova) in Ansedonio il 26 giugno, per San Antonio in Asòn il 13 giugno, per San Juan Bautista (san Giovanni Battista) a Sococeva il 24 giugno. In Arredondo il secondo sabato di agosto si tiene la festa di El Turista e il 30 agosto la festa per Los martires (I martiri).